# (35946) 1999 KO4
1999 كي أو 4 (ويعرف أيضًا باسم (35946) 1999 كي أو 4 وفق تسمية الكوكب الصغير) (بالإنجليزية: 1999 KO4)‏ هو كويكب ضمن حزام الكويكبات؛ وترتيبه 35946 من حيث الاكتشاف.
اكتُشف هذا الجُرم الفلكي بواسطة Paul G. Comba ‏ في 20 مايو 1999.

## وصلات خارجية
- (35946) 1999 KO4 في قاعدة بيانات مختبر الدفع النفاث لأجرام النظام الشمسي الصغيرة

- الاكتشاف · مخطط المدار ·  العناصر المدارية · المعلمات المادية

- (35946) 1999 KO4 على موقع ويكي سكاي: DSS2, SDSS, GALEX, IRAS, Hydrogen α, X-Ray, Astrophoto, Sky Map, Articles and images